# Carex ketonensis
Carex ketonensis är en halvgräsart som beskrevs av Shigeo Akiyama. Carex ketonensis ingår i släktet starrar, och familjen halvgräs.
Artens utbredningsområde är Sachalin. Inga underarter finns listade i Catalogue of Life.